# ناپدید شدن براندون سوانسون
براندون سوانسون (به انگلیسی: Brandon Swanson) (متولد ۳۰ ژانویه ۱۹۸۹) از ایالت مارشال، مینه‌سوتا، آمریکا بود. براندون اندکی پس از نیمه شب ۱۴ مه ۲۰۰۸، در حال بازگشت از جشن پایان ترم از دانشگاه مینه سوتا کنبی کالج فنی به سمت منزل، ماشین خود را داخل یک چاله انداخت. او که صدمه‌ای ندیده بود پیاده شده و با تلفن همراهش با پدر و مادرش تماس گرفت. براندون که از مکان دقیق خود مطمئن نبود، به آنها گفت که معتقد است نزدیک لیند است، و پدر و مادر او نیز برای پیدا کردن او با ماشین اقدام کردند اما آنها نتوانستند او را پیدا کنند. سوانسون مدت ۴۷ دقیقه با والدین خود از طریق تماس تلفنی ارتباط داشت تا اینکه فریاد زدن «اوه لعنتی» و بعد از آن هیچ صدایی از او شنیده نشد. از آن زمان تا کنون شخص مذکور مشاهده نشده و هیچ خبری از او شنیده نشده است.
صبح، پدر و مادرش گم شدن سوانسون را به پلیس گزارش کردند، و پلیس به آنها توصیه کرد که منتظر بمانند زیرا چنین رفتاری برای افراد جوان هم سن او غیرعادی نیست. اما بعداً در همان روز، شرایط ناپدید شدن او زمانی پیچیده‌تر شد که مشخص شد سوابق تلفن همراه او نشان می‌داد که او در نزدیکی پورتر یعنی ۴۰ کیلومتر دورتر از جایی که خود سوانسون اظهار کرده بوده حضور داشت. این اطلاعات منجر به کشف ماشین او در نزدیکی تنتن، مینه‌سوتا شد.
معلوم نیست سوانسون هنگام صحبت با والدینش از این اختلاف لوکیشن آگاه بود یا خیر. احتمال قتل (عمد یا غیرعمد) منتفی نشده‌است، اما همچنین پیشنهاد شده‌است که او ممکن است به‌طور تصادفی در رودخانه یلو مدیسین، نزدیک جایی که ماشینش پیدا شده افتاده باشد و غرق شده باشد، اگرچه جستجوهای گسترده هرگز جسدی پیدا نکرده‌است. جستجوی با سگ در این منطقه برای چندین سال ادامه داشت. والدین او با موفقیت با قانونگذار ایالتی لابی کردند تا قانون براندون را تصویب کند، که طبق آن پلیس باید تحقیقات در مورد بزرگسالان ناپدید شده را به سرعت و بی درنگ آغاز کند.

## زمینه
سوانسون بومی مارشال، مرکز شهرستان لیون در جنوب غربی مینه سوتا، در سال ۲۰۰۷ از دبیرستان مارشال فارغ‌التحصیل شد. سپس او تصمیم گرفت که برای یک سال رشتهٔ توربین‌های بادی را در دانشگاه مینه‌سوتا غرب در کنبی، مینه‌سوتا مطالعه کند.
کلاس‌ها در مینه سوتا وست برای سال تحصیلی در ۱۳ می ۲۰۰۸ به پایان رسید. سوانسون تا غروب در کانبی ماند تا با دوستانش جشن بگیرد. او در دو مهمانی مختلف، مشاهده شد که مقداری مشروبات الکلی مصرف می‌کند، اما به گفته دوستانش، آنقدر نبود که او را به‌طور مشهودی مست کند.

## ناپدید شدن
سوانسون قبل از نیمه شب کانبی را برای یک رانندگی ۴۸ کیلومتری به قصد منزل ترک کرد. درست قبل از ساعت ۲ بامداد، او با تلفن همراه خود با والدینش تماس گرفت و به آنها گفت که شورلت لومینای خود را از جاده خارج کرده و طوری به داخل گودال انداخته‌است که نمی‌تواند ماشین را از آن خارج کند. او صدمه ای ندید و از آنها خواست به جایی که او بود بیایند و او را ببرند.
آنت(Annette) و برایان(Brian) سوانسون (والدین) سوار وانت خود شدند و به سمت جایی که فکر می‌کردند او بود حرکت کردند و علیرغم قطع و وصل‌های گاه و بیگاه آنتن او را پای تلفن نگه داشتند. براندون کنار ماشین خود ماند و سعی کرد با روشن و خاموش کردن چراغ ماشین به آنها علامت بدهد، اما آنها چیزی ندیدند. او هم ندید که پدر و مادرش همین کار را انجام دهند.
براندون سرانجام تسلیم شد و به آنها گفت که ماشین را ترک می‌کند تا به سمت چراغ‌هایی برود که می‌توانست ببیند که باعث شد باور کند نزدیک لیند است، شهری کوچک تقریباً در ۱۱ کیلومتری جنوب غربی مارشال. او به پدرش گفت که به سمت پارکینگ یک بار محلی برود و آنجا منتظر او بماند. پدر او همچنان که با پسرش صحبت می‌کرد شروع به رانندگی به آنجا کرد.
کمی بعد از ساعت ۲:۳۰ بامداد، ۴۷ دقیقه بعد از تماس، براندون ناگهان فریاد زد "اوه، لعنت!" و از همین لحظه به بعد تا پایان تماس هیچ صحبتی از او شنیده نشد تا اینکه والدینش تماس تلفنی را قطع کردند و سعی کردند مجدد تماس بگیرند. براندون از آن زمان تاکنون دیده نشده و خبری از او نیست.

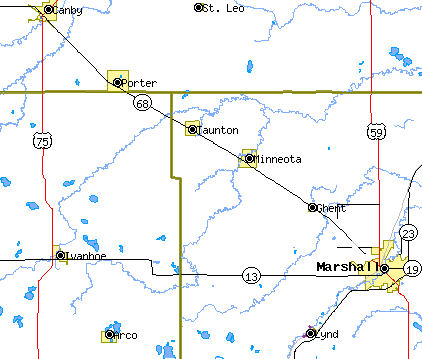
نقشه منطقه شمال غربی و جنوب غربی مارشال

## نظریه‌ها
به دلیل این که مسیری که یکی از سگ‌ها جست و جو گر دنبال می‌کرد به سمت رودخانه یلو مدیسین می‌رفت، و علی‌رغم آخرین سخنان شناخته شده پسرش، آنت سوانسون فکر نمی‌کرد او در آنجا غرق شده باشد. پس از تعقیب رایحه یا بو توسط سگ جست و جو گر در رودخانه، آن سگ از عرض رودخانه عبور کرده و همچنان به تعقیب بو ادامه داد و در امتداد آن ساحل رودخانه به جاده شنی دیگری رسید، جایی که به سمت شمال به سمت خط شهرستان یلو مدیسن، مینه‌سوتا ادامه داد و به پایان رسید. او (مادر متوفی) به سی‌ان‌ان گفت: «واقعاً چیزی وجود ندارد که نشان دهد او در رودخانه بوده‌است. برایان سوانسون همچنین به یاد می‌آورد که علی‌رغم هر مقدار الکلی که پسرش در اوایل عصر مصرف کرده بود، در طول مکالمات تلفنی سرگردان یا گیج به نظر نمی‌رسید.
اگر سوانسون هنوز زنده است، احتمالات دیگری نیز وجود دارد، اگرچه دور از دسترس به نظر می‌رسند. او می‌توانست عمداً ناپدید شود، اما والدینش باور ندارند که او این کار را می‌کرد. کلانتر Vizecky گفت که احتمال قتل منتفی نشده‌است، حتی اگر شواهدی از آن وجود نداشته باشد. او حدس می‌زند: «[فردی] [می‌توانست] به‌طور نامحسوس او را زیر نظر گرفته و به این طریق او را گرفته باشد».